# شو توجو
شو توجو (باليابانية: 東城 詳) (30 أبريل 1980 في ناغانو في اليابان – )؛ هو لاعب كرة قدم سابق كان يلعب كمدافع.